# Zomhan Habibi
Zomhan Habibi (* 1. Juli 1990 in Siegburg) ist ein afghanischer Fußballspieler.

## Karriere

### Im Verein
Habibi spielte im Nachwuchs der Hammer SpVg und des SV Lippstadt 08. Mit der C-Jugend der Hammer gewann er die Meisterschaft in der Bezirksliga in der Saison 2005. Mit der B-Jugend Lippstadts konnte er 2007 die Kreisliga A gewinnen. 2009 stand er für kurze Zeit beim BSC Old Boys Basel in dessen Reservemannschaft unter Vertrag. Zur Saison 2009/10 wechselte Habibi in die 2. Mannschaft der Hammer SpVg. Bereits wenige Monate darauf, im März 2010, unterzeichnete er beim B-Kreisligisten SV Nollingen. Dort spielte er bis zum Sommer 2011 und ging dann für eine Spielzeit zu TIU Rünthe.
Von 2012 bis 2016 ist nicht bekannt, wo er spielte. Die Saison 2016/17 absolvierte er für Rot-Weiß Unna und seitdem ist kein neuer Verein mehr bekannt.

### Nationalmannschaft
Am 9. Dezember 2009 bestritt er sein einziges Länderspiel für die Afghanische Nationalmannschaft bei der Südasienmeisterschaft in Bangladesch. Bei der 0:3-Niederlage in Dhaka gegen Nepal wurde er in der 86. Minute für Hashmatullah Barekzai eingewechselt.